# 7634 Shizutani-Kou
7634 Shizutani-Kou eller 1982 VO3 är en asteroid i huvudbältet som upptäcktes den 14 november 1982 av de båda japanska astronomerna Hiroki Kōsai och Kiichirō Furukawa vid Kiso-observatoriet i Japan. Den är uppkallad efter japans äldsta skolbyggnad, Shizutani.
Asteroiden har en diameter på ungefär 10 kilometer och den tillhör asteroidgruppen Themis.